# Косарёв, Алексей Тихонович
Алексей Тихонович Косарёв — советский хозяйственный, государственный и политический деятель.

## Биография
Родился в 1919 году в Москве. Член КПСС.
Красноармеец, участник Великой Отечественной и советско-японской войн в составе 118-го озенпулр ДВ зоны ПВО 2-го ДВФ. С 1946 года — на хозяйственной, общественной и политической работе. В 1946—1989 гг. — педагогический работник в городе Москве, председатель Кировского райисполкома города Москвы, заведующий сектором образования отдела ЦК КПСС, ответственный работник Комиссии партийного контроля при ЦК КПСС. 
Избирался депутатом Верховного Совета РСФСР 6-го созыва.
Умер после 1990 года.